# Estadio Nacional da Tundavala
El Estadio Nacional da Tundavala anteriormente Estadio Alto da Chela es un estadio ubicado en la ciudad de Lubango, provincia de Huíla, Angola. El estadio es utilizado por el Clube Desportivo da Huíla como su estadio local para la liga de fútbol profesional de Angola, llamada Girabola.
Recibió la Copa Africana de Naciones 2010. Es uno de los tres estadios construidos para este torneo y recibió gran parte de los encuentros del Grupo D, uno del grupo C y uno de cuartos de final.